# William Buick
William Buick, född 22 juli 1988 i Oslo i Norge, är en norsk jockey, verksam i Storbritannien.

## Karriär
Buick delade titeln lärlingsjockeychampion 2008 med David Probert och vann pris för Årets lärlingjockey 2007 och 2008. Från 2010 till 2014 var han förstajockey hos John Gosden. I slutet av 2014 inledde han ett samarbete med Godolphin, och den 28 mars 2015 red Buick Prince Bishop till seger i Dubai World Cup, ett av de med penningstinna löpen i världen. Prince Bishop ägdes av Hamdan bin Mohammed Al Maktoum och tränades av Saeed bin Suroor.
Buick vann sitt första grupp 1-löp i Kanada 2010 och har sedan dess vunnit grupp 1-löp i England, Frankrike, Tyskland, Hong Kong, Irland, Italien, Japan, Förenade Arabemiraten och USA.
Till 2021 har han tagit fyra segrar i klassiska löpningar: St Leger 2010, 2011 och 2021 och Epsom Derby 2018.